# Leava
Leava ist der Hauptort des Königreichs Sigave, welches als Teil des französischen Überseegebiets Wallis und Futuna zu Frankreich gehört.

## Lage
Das Dorf liegt im Westen der Insel Futuna, die zu den Horn-Inseln im Pazifischen Ozean gehört. Nördlich von Leava befindet sich Nuku, im Süden schließt sich durch die Position Leavas als südlichstes Dorf Sigaves kein weiterer Ort an. Das Dorf erstreckt sich entlang der Küste an der Bucht von Sigave. Neben einer Kirche direkt am Meer liegt eine weitere Kirche etwas weiter vom Meer entfernt auf einer Anhöhe.

Der Wharf de Leava ist der einzige Hafen der Insel Futuna, an dem Versorgungsschiffe anlegen. Dieser wurde für 1,8 Millionen CFP-Franc durch den 10. Europäischen Entwicklungsfonds. Durch Verzögerungen sollte erst 2016 begonnen und die Arbeiten 2017 abgeschlossen werden. Seit September 2015 durften nur noch Schiffe mit 19 Tonnen Gewicht anlegen. Da die Grenze zuvor 31 Tonnen betrug, kam es zu Versorgungsengpässen und Preissteigerungen auf Futuna.